# Monte Losetta
Monte Losetta (fr. Pointe Joanne) – szczyt w Alpach Kotyjskich, części Alp Zachodnich. Leży na granicy między Włochami (regionie Piemont) a Francją (region Prowansja-Alpy-Lazurowe Wybrzeże). Szczyt można zdobyć drogami ze schronisk: Refuge du Viso (2460 m) oraz Rifugio Vallanta (2450 m).
Pierwszego wejścia dokonali Paul Guillemin, Salvador de Quatrefages, Emile Pic i J. Chappey 25 września 1877 r.